# Ribnjaci
Ribnjaci is een plaats in de gemeente Lipik in de Kroatische provincie Požega-Slavonië. De plaats telt 51 inwoners (2001).